# Monasterio de Santa María de Obarra
Santa María de Obarra es un monasterio románico situado en la localidad española de Calvera, dentro del municipio de Beranuy, en la Ribagorza (Huesca, en el Prepirineo aragonés). El conjunto arquitectónico está situado al pie del extremo occidental de la sierra de Sis, bajo la Peña Obarra, en la orilla izquierda del río Isábena y a la salida del Congosto de Obarra, siendo conocido popularmente como “La Croqueta”. 
Se conservan la basílica de Santa María, la iglesia de San Pablo, las ruinas del palacio abacial y un molino reconvertido en casa de colonias.

## Toponimia
Obarra es un topónimo vasco compuesto de obis (pozo) y arri (roca) que vendría a significar “lugar bajo rodeado de rocas”, lo que concuerda con el emplazamiento montañoso del cenobio.
Aparece citado en la documentación histórica a partir del año 800 como Obarra, Ouuarra, Huuarra, Ubarra, Uuarra, Uuabarra y Warra.

## Historia
Se considera que aquí, a lo largo de los siglos VII y VIII, pudo haber comunidades religiosas visigodas y carolingias. Buesa estima que inicialmente hubo un monasterio hispanovisigodo fechado en torno al siglo VII. Fue refundado en el siglo IX a iniciativa de los condes de Tolosa para consolidar su expansión al otro lado de los Pirineos a costa del islam. De cualquier manera, su existencia está documentada en el año 874, cuando se cita a “los monjes de Ubarra”.
En el siglo X se convirtió en el principal núcleo religioso del condado de Ribagorza al contar con el apoyo y patrocinio de sus condes, en particular de Bernardo Unifredo que lo restaura y beneficia con diversos privilegios. No hay construcciones de esta época a causa de las destrucciones provocadas por las incursiones musulmanas, en particular la dirigida por Al Maliki|Abd-Al Malik, hijo de Almanzor, en el año 1006.
Las primeras décadas del siglo XI, coincidiendo con el mandato del abad Galindo de Raluy, marcan un periodo de hegemonía del monasterio en lo religioso, social y político dentro del condado de Ribagorza. A este momento corresponde la construcción de la basílica de Santa María.
Está documentado como monasterio de Santa María de Obarra, la denominación más empleada, y también como monasterio de la Santa Cruz, de San Salvador, de San Esteban, de San Pedro y de San Pablo.
Con la incorporación del condado de Ribagorza al reino de Pamplona, en el reinado de Sancho el Mayor (ca. 992-1035), el monasterio pierde relevancia, pues es sometido, con el rango de priorato, al monasterio de San Victorián del Condado de Sobrarbe. 
En el siglo XIII se vivió un momento de auge a causa del apoyo prestado por la nobleza, en particular por la poderosa baronía de Espés, que lo enriqueció con donaciones y en la iglesia levantó su panteón familiar. 
Otra etapa de prosperidad se disfrutó a comienzos del XVI, bajo el patrocinio de los barones Mur de Pallaruelo, que proporcionaron tres priores. Uno de ellos, Pedro Mur, emprendió la reforma y ampliación del antiguo palacio románico abacial, que reconstruyó de acuerdo con el canon gótico avanzado. Actualmente está en ruinas.
El principio de la decadencia del monasterio se produjo en 1571, a causa del restablecimiento del obispado de Barbastro, que ocasionó la pérdida de buena parte de sus bienes raíces y el consiguiente empobrecimiento. No obstante, el culto se mantuvo hasta 1873.

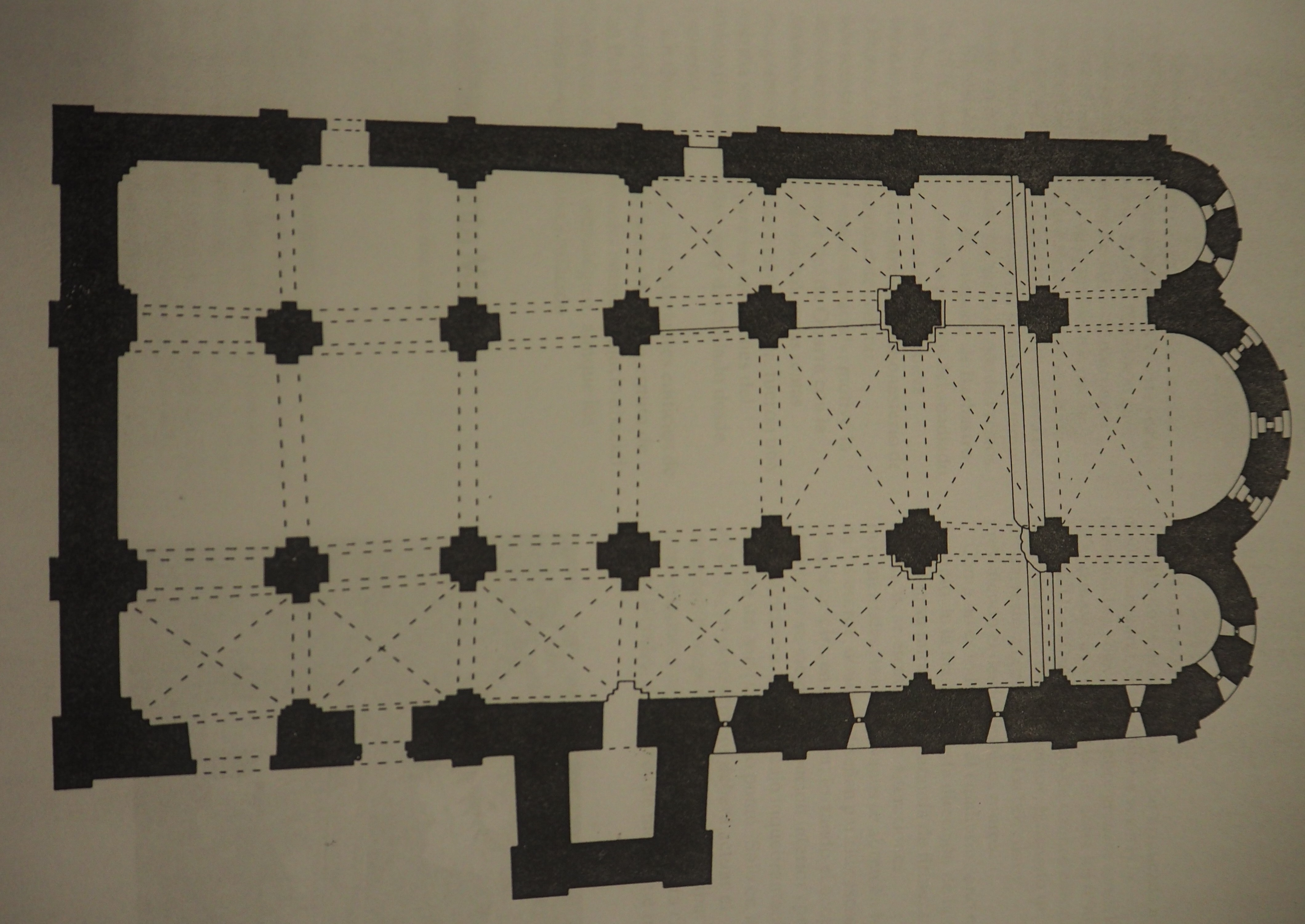
Planta de Santa María

Fue declarado monumento nacional por Decreto de 3 de junio de 1931.
En 1936, a causa de la Guerra Civil, sufrió graves daños y destrucciones, entre otras, la del retablo central
A finales del siglo XIX el conjunto arquitectónico del monasterio estaba en ruinas. La restauración, a cargo del Estado, de la basílica de Santa María y de la iglesia de San Pablo se produjo entre 1974 y 1978 bajo la dirección de Francisco Pons Sorolla.

## Basílica de Santa María
Su construcción fue llevada a cabo por maestros lombardos y terminó en tiempos de abad Galindo (1003-1025). Pertenece al primer románico, concretamente en el denominado románico-lombardo, que se caracteriza por el uso de arquerías ciegas en los muros exteriores y ábside, de pilastras estrechas (lesenas), y decoración con un friso de dientes de sierra en el remate de los ábsides. Cobreros considera que es "el monumento lombardo más importante de Aragón”. Por su parte, Esteban asegura: "Entre las iglesias que los maestros lombardos construyeron en el territorio aragonés, el monumento más importante conservado hasta nuestros días es el de Santa María de Obarra, cuyo grandioso proyecto con alguna probabilidad fue concebido a finales del siglo X y desarrollado en el primer cuarto del siglo XI".
A esta época y estilo pertenecen los templos de Roda de Isábena, San Caprasio de la Serós, Orna de Gállego y Barós.
Está construida con sillarejo, la planta es rectangular, con tres naves, de las que la central es más ancha y alta. Se cierra en la cabecera con tres ábsides semicirculares. Los seis tramos de las naves están definidos por pilastras en los muros y seis pares de pilares cruciformes que definen la nave central. Cada sección de las naves estaba cubierta por bóvedas de arista, mientras que los ábsides tienen bóvedas de cuarto de esfera. En 1872 la ruina del edificio provocó el hundimiento de las bóvedas de los últimos tres tramos de las naves.
Al exterior la nave central lleva a cubierta a dos aguas, mientras que las naves laterales la tienen a una sola vertiente.
La iluminación de los ábsides y del muro sur procede de pequeñas ventanas de arcos de medio punto con doble derrame: tres en el ábside central, dos en los laterales, y cinco en el muro sur. En el  exterior del ábside central constituye una novedad el friso de celdas romboidales, que se ha relacionado con el arte islámico. Por su parte en el interior está recorrido por una galería de seis arcos de medio punto ciegos, el del centro se desdobla y apoya en ménsula. 
Dos puertas, situadas a los pies del muro sur, dan acceso al templo. La más pequeña es la primitiva, es románica y está junto al arranque de la torre, tiene un arco de medio punto y lleva225 una arquivolta, presenta dos capiteles con decoración esquemática que constituyen el único elemento escultórico del conjunto. A su izquierda en el siglo XVI se practicó otra, más amplia, que también se cierra con un arco de medio punto de grandes dovelas, la correspondiente a la clave luce el escudo de la baronía de Mur de Pallaruelo.
Adosada al muro sur se comenzó a construir la torre campanario que, al parecer, no se llegó a terminar. De ella queda en pie la planta y tres muros con una altura de tres metros.
En el centro del ábside mayor se encuentra una talla en piedra policromada de la Virgen de Obarra del siglo XIV, que sustituyó a otra anterior románica. Es de bulto redondo, María está de pie y lleva a su Hijo en el brazo izquierdo al tiempo que con la mano derecha muestra una flor. Es gótica de influencia francesa. Sufrió graves daños en 1936 y fue posteriormente restaurada.

## Iglesia de San Pablo
Muy cerca de la basílica de Santa María, aunque fuera del original recinto monástico, se levanta la iglesia de San Pablo. Corresponde al siglo XII, es por tanto románica; consta de una sola nave con bóveda de cañón que termina en un ábside semicircular cubierto por bóveda de cuarto de esfera. Se trata de una construcción sobria en la que no figura ningún motivo ornamental. La excepción sería el crismón situado sobre la puerta, aunque se ha de tener presente que se colocó con posterioridad a la obra.
Se estima que sirvió de templo para los peregrinos que llegaban al monasterio y que, en principio, no tenían acceso a sus dependencias.
En el siglo XVI se tiene noticia de que tenía adosada una vivienda destinada a un clérigo y de que en 1772 aquí se había instalado un telar.
Fue restaurada en los años sesenta del siglo XX.

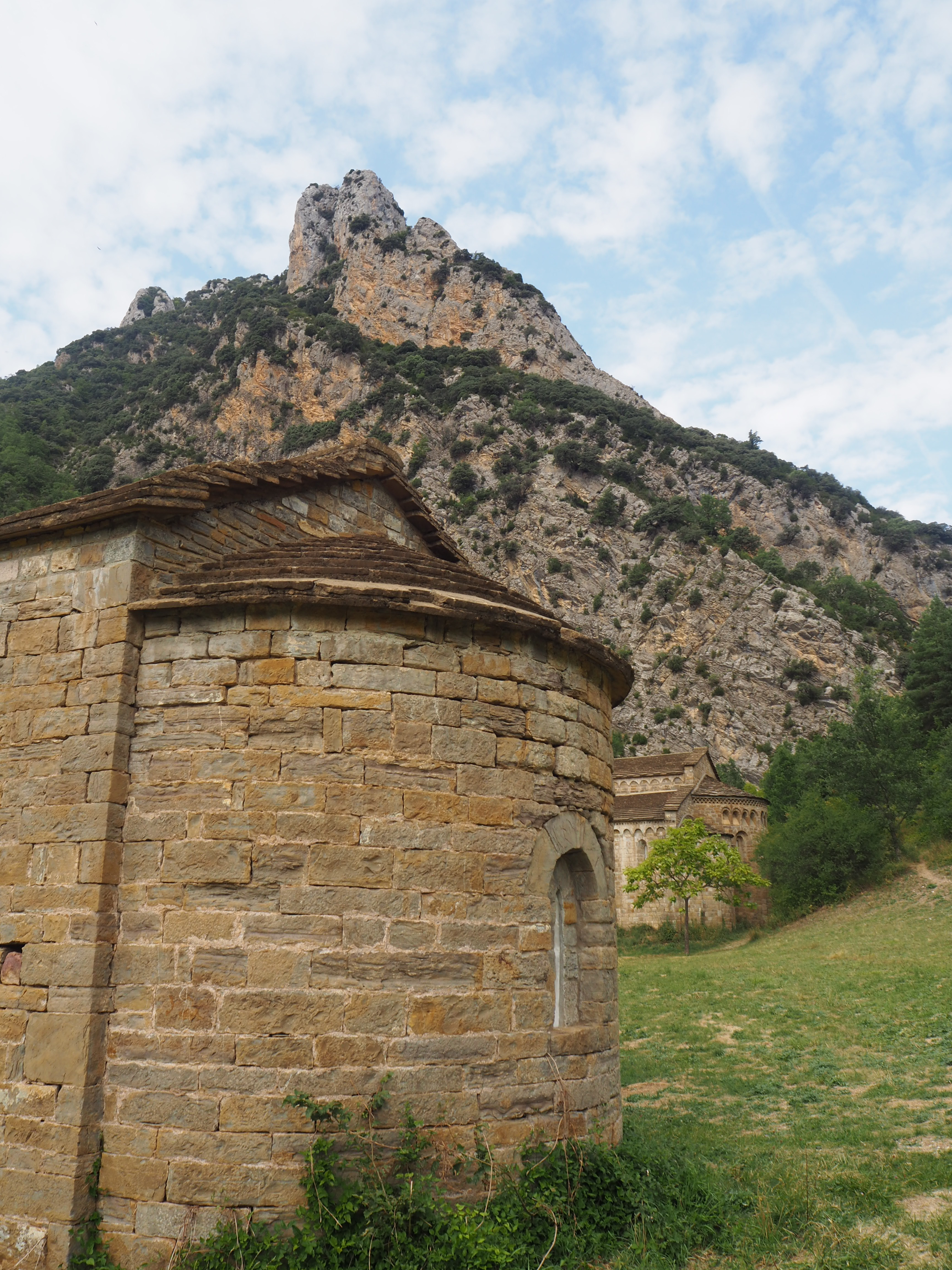
Ábside de San Pablo, con Santa María al fondo
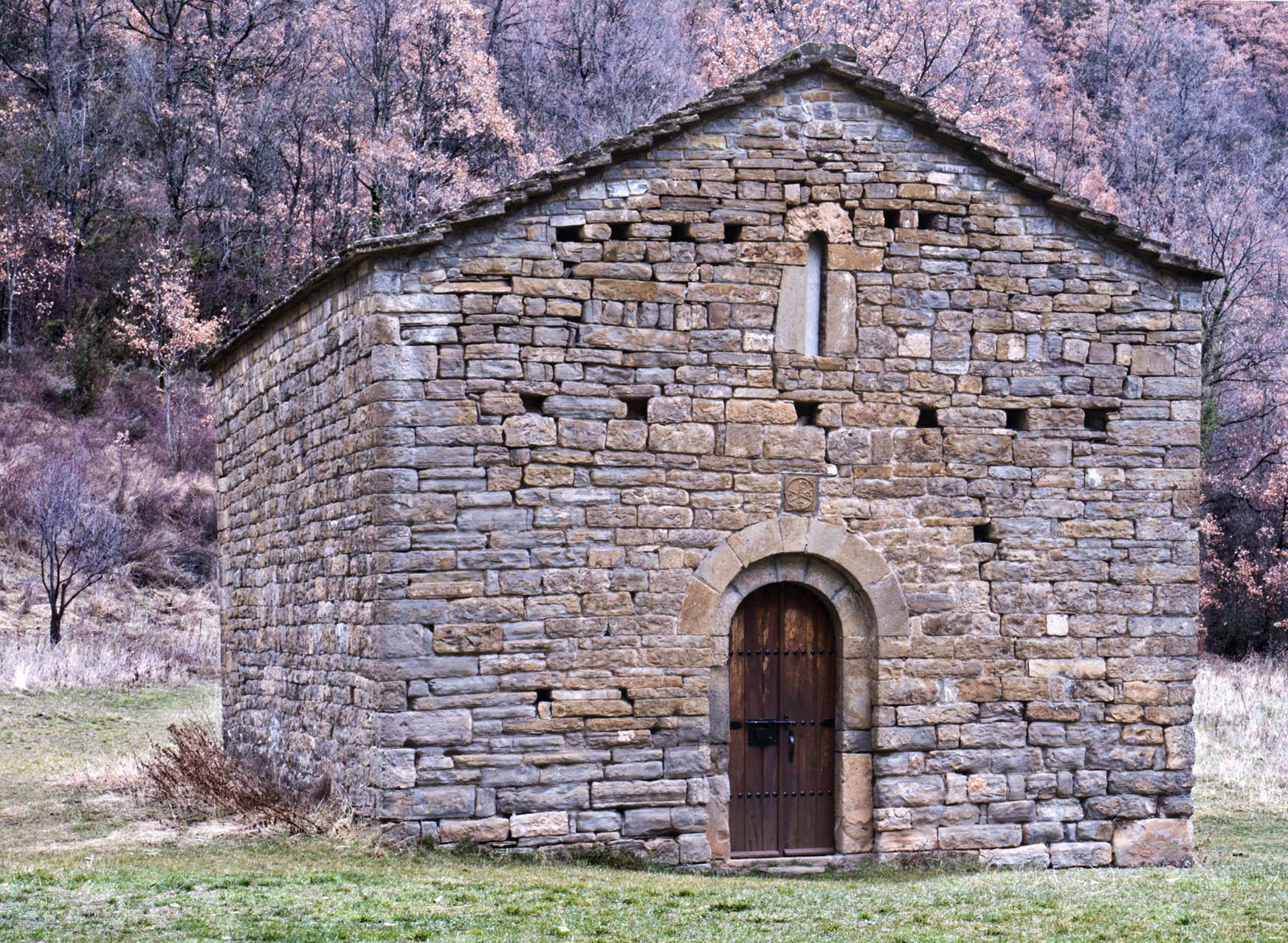
Fachada con crismón situado sobre la puerta

## Palacio abacial

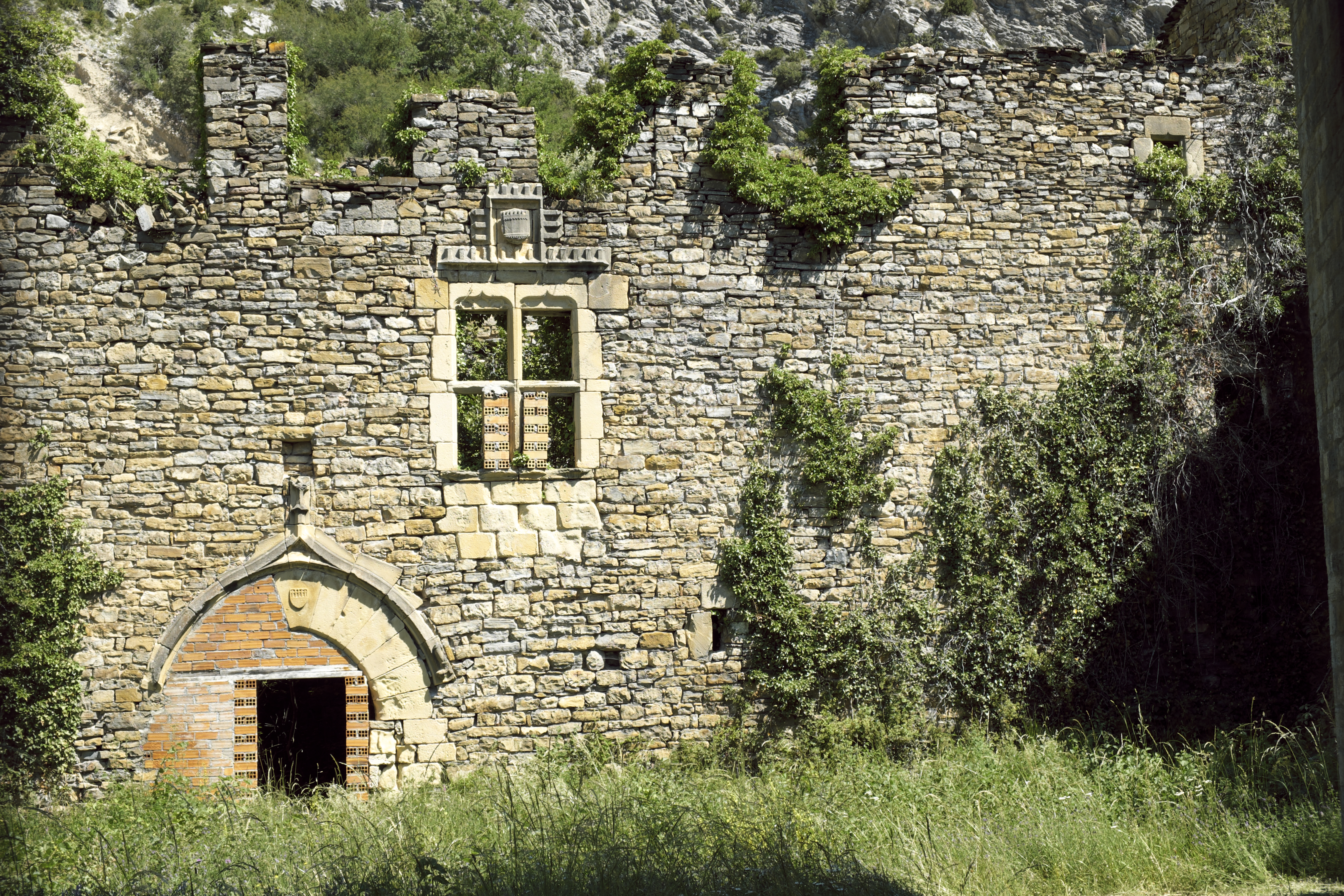
Ruinas góticas del palacio abacial

Se construyó dentro del románico como lo muestran los restos de muros de sillería, arcos de medio punto y bóvedas de cañón. Sirvió como residencia del abad y además contenía almacenes para guardar los tributos en especie de los territorios bajo su jurisdicción. En el siglo XVI, bajo el priorato de Pedro de Mur, fue remodelado y convertido en palacio prioral de acuerdo con la estética del gótico francés, como se puede advertir en la puerta de entrada y en la ventana ajimezada de la fachada principal, situada frente al muro norte de la basílica de Santa Marí. Conviene precisar que en esta época el monasterio tenía rango de priorato que dependía del monasterio de San Victorián.

## Molino, acequia y puente
El monasterio de Obarra, entre otras dependencias, tuvo un molino harinero movido por las aguas del río Isábena. Se conserva en parte la canalización que llevaba el agua a las ruedas del molino, y en la plazuela se puede ver tapiada la boca por la que salía y se vertía de nuevo al Isábena. Diversas edificaciones se han superpuesto al molino original a lo largo del tiempo. Actualmente está acondicionado como albergue juvenil. 
Permanecen restos de la acequia que tomaba agua del Isábena para regar las huertas del monasterio.
El acceso al cenobio desde la margen derecha del río se llevaba a cabo por un puente gótico de un solo arco muy pronunciado que fue destruido por la riada registrada el 2 de agosto de 1963, aunque se mantienen restos en la orilla derecha. Años más tarde se construyó, un centenar de metros más abajo, uno nuevo, que sigue la traza del primitivo.

## Galería de imágenes

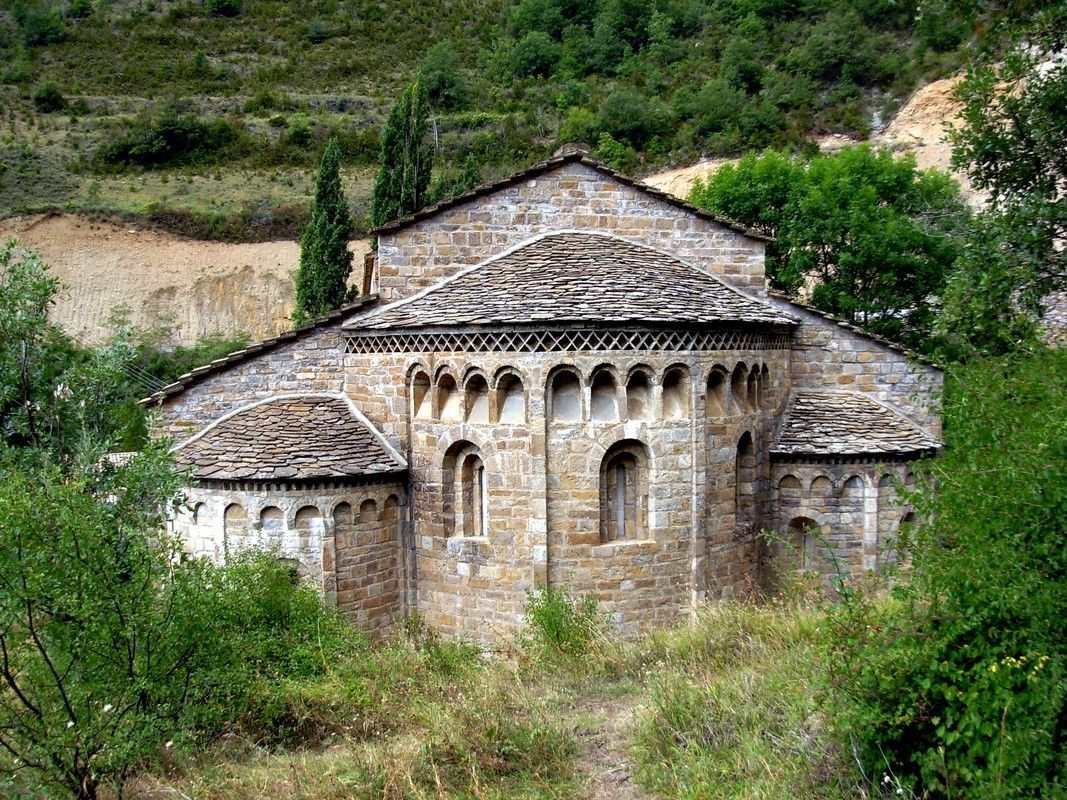
Ábsides de Santa María.
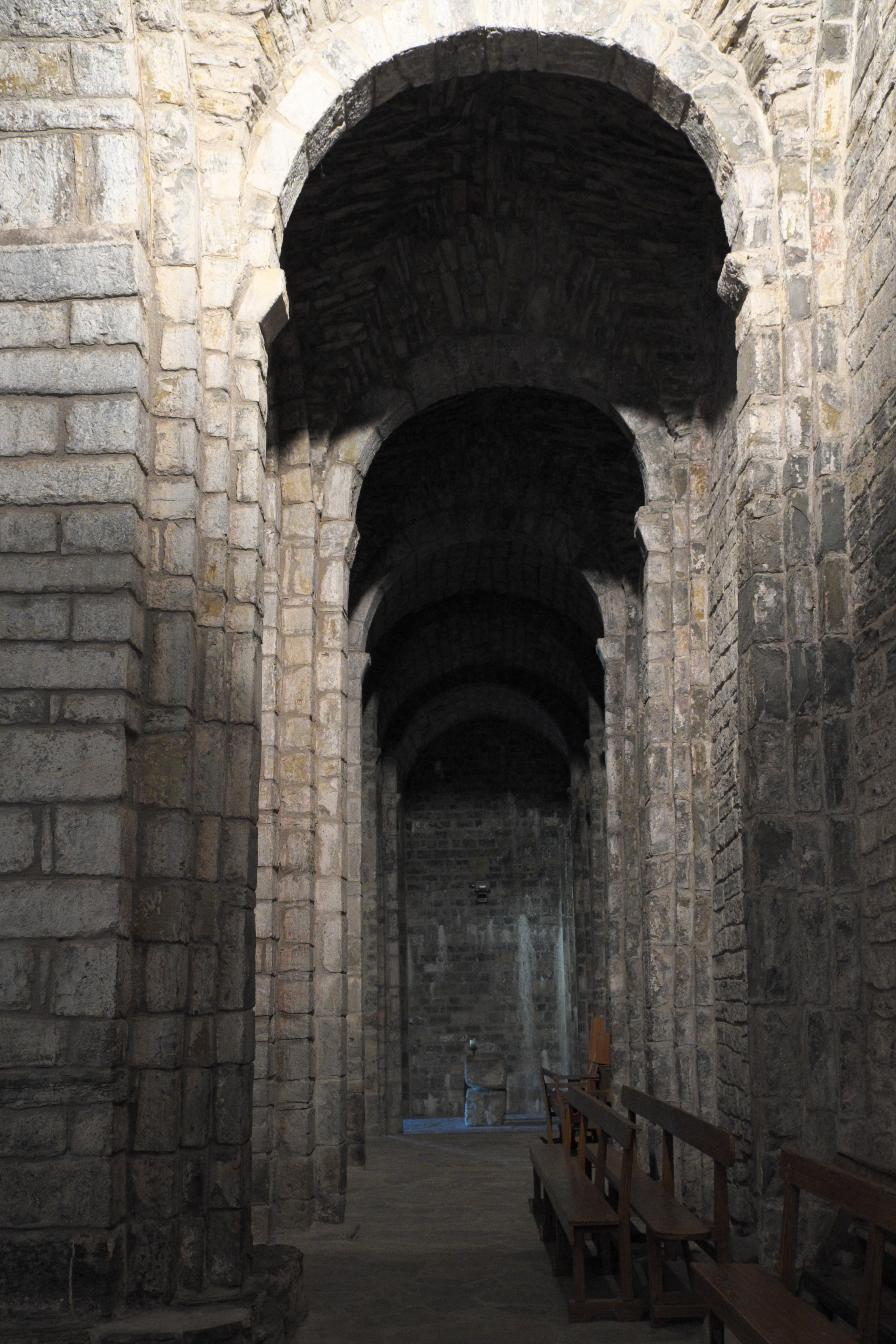
Interior de Santa María.
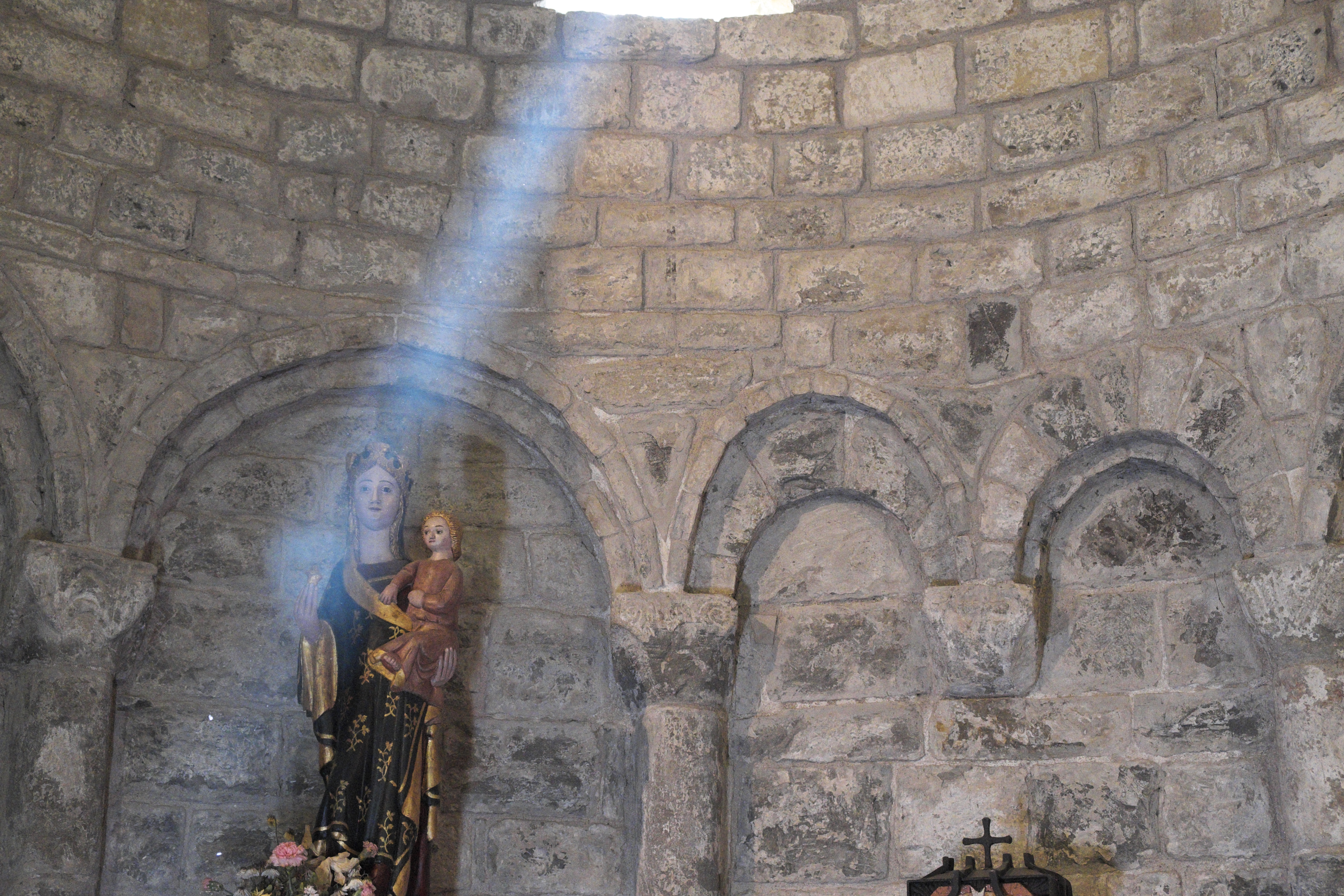
Santa María de Obarra, escultura gótica.
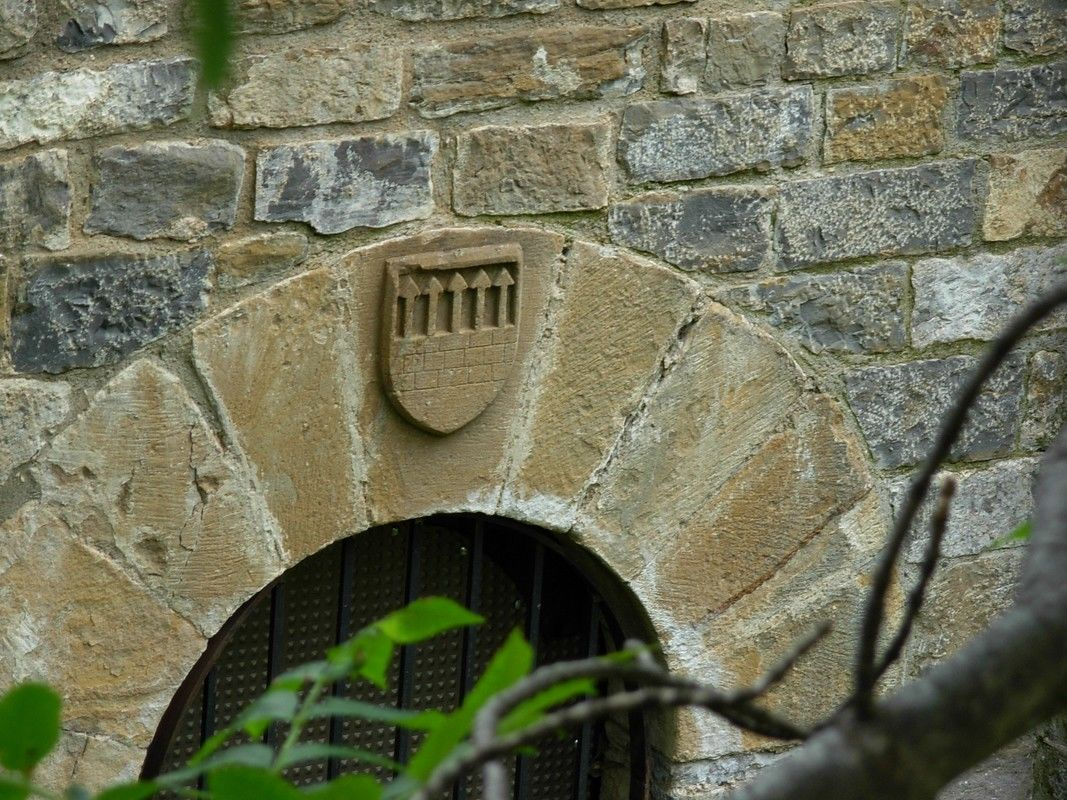
Escudo de la baronía de Mur en la clave de la puerta renacentista de Santa María.
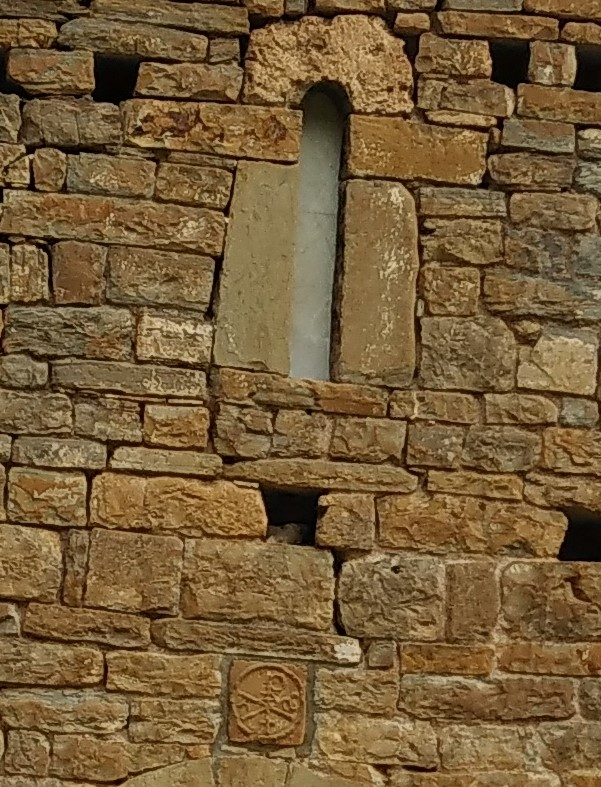
Detalle de la fachada de San Pablo, con crismón.
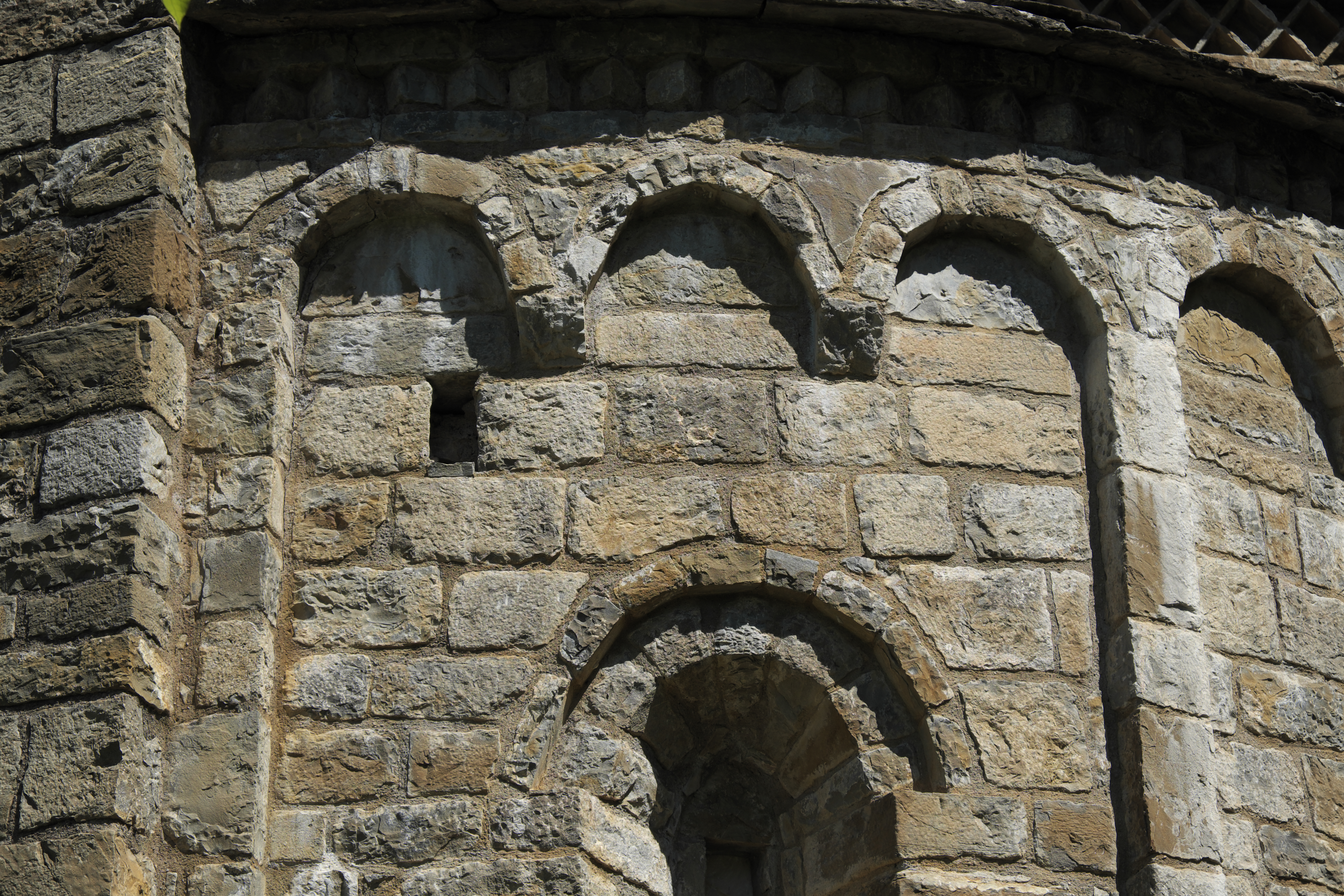
Dientes de sierra, arquería ciega y lesenas en un ábside de Santa María.